# Paul Koetsier
Paul Koetsier (1965) is een Nederlands auteur van detectiveromans waarvan zijn eerste publicatie gesitueerd is in Indonesië. Koetsier studeerde sociale geografie en rechten. Javaans bloed uitgebracht in 2001 is zijn eersteling die werd genomineerd voor de Schaduwprijs 2002 (beste misdaadromandebuut). Een Nederlandse advocaat gaat naar het door politieke onrust beheerste Indonesië op zoek naar de plek waar tien jaar eerder een studiegenoot, de mooie Eline, werd vermoord.
Zijn tweede boek Over recht is uit 2003: Bij een advocatenkantoor staat in de namiddag een feestje op het programma om een fusie te beklinken.